# صحافی سیمی

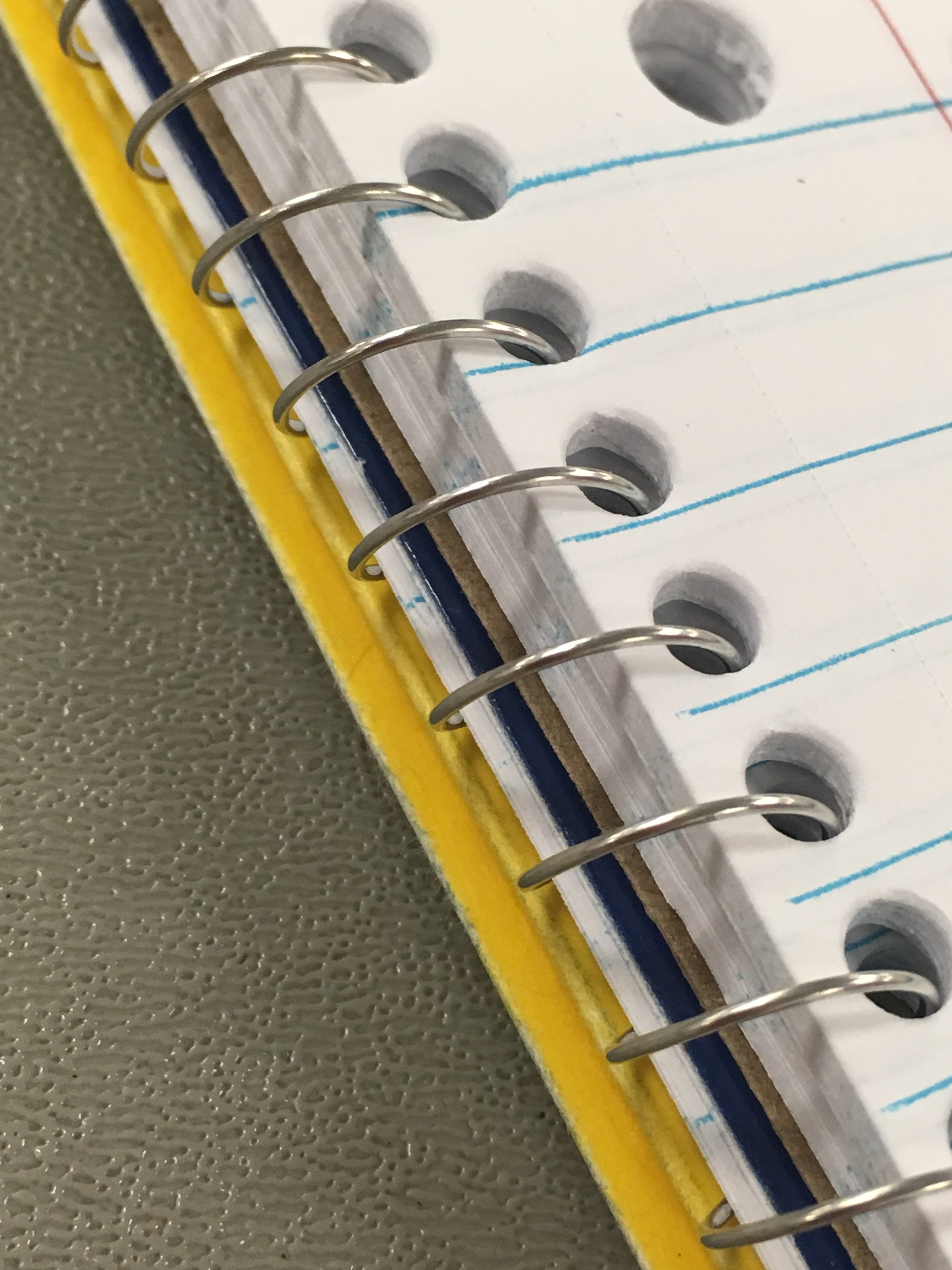
صحافی سیمی

صحافی سیمی (انگلیسی: Coil binding)، در این صحافی کناره‌های صفحات سوراخ می‌شود و از آن سیمی به صورت مارپیچ می‌گذرد.

## صحافی سیمی
صحافی سیمی که به عنوان صحافی مارپیچی نیز شناخته می‌شود، یک سبک صحافی کتاب و معمولاً برای اسناد استفاده می‌شود.

## استفاده
این نوع صحافی برای جزوه‌ها، آثار هنری، فهرست‌های تجاری و کتابهای خاص که در صفحات جدا چاپ شده‌اند، به کار می‌رود.
به دلیل پاره شدن سوراخها به وسیلهٔ سیمها این صحافی زیاد مناسب نیست.